# ACG (Subkultur)
ACG ist eine Abkürzung für „Anime, Comic and Games“ und wird in einigen Subkulturen Großchinas verwendet. Der Begriff bezieht sich insbesondere auf japanische Animes, Mangas und Videospiele. Der Begriff wird normalerweise nicht ins Chinesische übersetzt. Wenn die Bedeutung übersetzt werden muss, ist es normalerweise „動漫“ (dòngmànyóuxì, Animation, Comics und Spiele), „zweidimensionaler Raum“ (二次 元, Èr cìyuán; japanisch: 2次元, translit. nijigen) oder „動漫遊 “ (dòngmànyóu, Animation, Comics und Spiele).

## Hintergrund
1995 gründete ein taiwanischer Fan von Animationen und Comics mit dem Namen „AIplus“ ein Board an der Mailbox  der Nationalen Sun-Yat-sen-Universität. Das Board wurde „ACG_Review Board“ genannt, was sich auf Animationen, Comics und Spiele bezieht. Es wird als das erste Auftreten des Begriffs „ACG“ betrachtet. Die von der taiwanischen Anime- und Comic-Kritikgruppe Shuffle Alliance bekannt gemachte Anordnung der drei Buchstaben etablierte sich, und der Begriff wurde auf dem chinesischen Festland, in Hongkong und Taiwan populär.
Nachdem Light Novels, die aus Anime, Comics und Videospielen adaptiert wurden, immer beliebter wurden, wurde der Begriff „ACGN“ (Anime, Comic, Games and Novels) geprägt. Der Begriff ACG wird jedoch in den meisten Situationen immer noch verwendet und umfasst auch ohne Hinzufügung des „N“ auch Light Novels.
Japaner verwenden nicht den Begriff ACG, obwohl ein ähnliches Konzept „MAG“ (Manga Anime and Games) „Manga, Anime und Spiele“ bedeutet. Japanische Sprecher verwenden normalerweise Nijigen (2 次 元, lit. „zweidimensionaler Raum“), um auf eine bestimmte Art von Anime- und Mangakultur mit Light Novels und Garage Kits Bezug zu nehmen. Die Otaku-Kultur (文化 タ ク ak Otaku bunka) bezieht sich auf die entsprechende Subkultur, während sich die Otaku-Industrie (オ タ-Otaku sangyō) auf die entsprechende Industrie bezieht.
Der Begriff ACG ist in englischsprachigen Regionen nicht weit verbreitet.